# Jan Rys-Roszevač
Jan Rys-Roszevač (1901-1946) fou un polític feixista txec, fundador el 1930 del grup Česky Narodné-Socialní Tabor Vlajka (Bandera del Camp Nacional-Socialista Txec), de caràcter feixista de model alemany, influït pel filòsofs F. Mareš i Vrzalik, i subvencionat pels nazis alemanys.

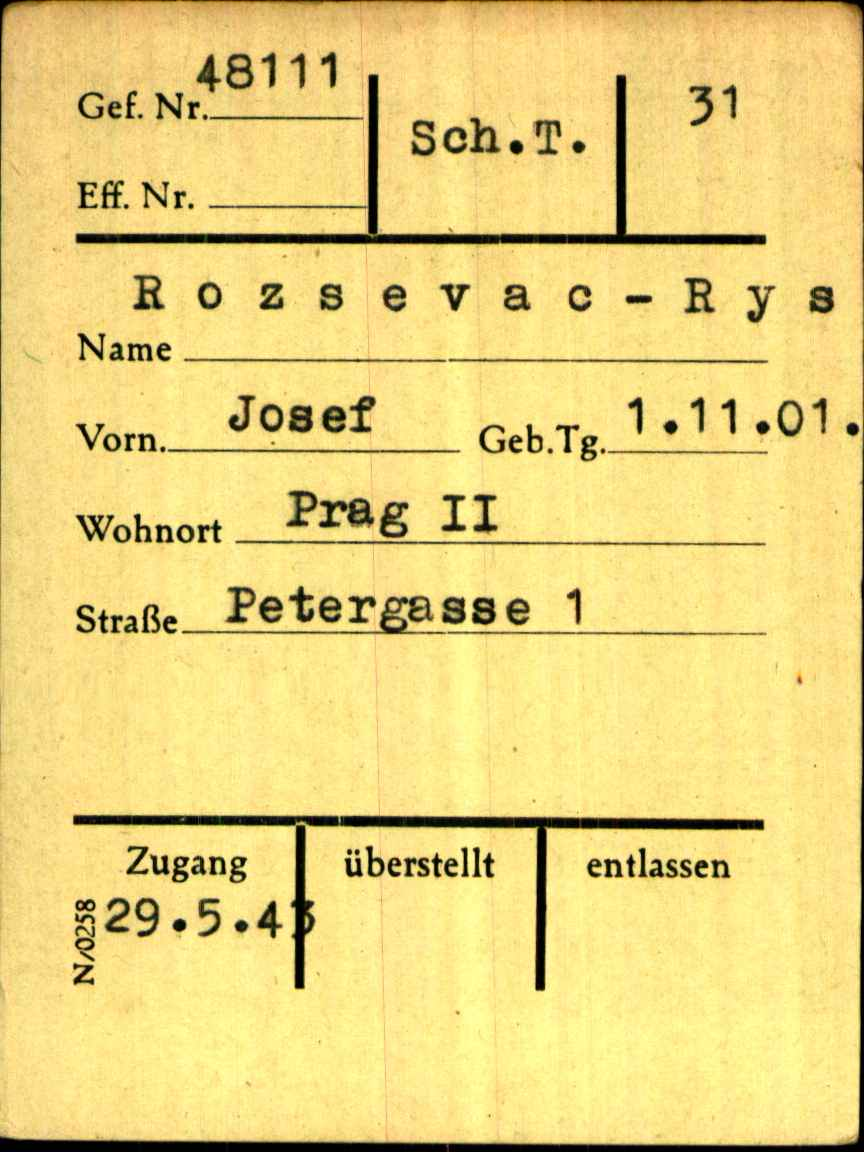
Targeta de registre de Jan Rys-Rozsévač com a pres al camp de concentració nazi de Dachau

El maig del 1940 va intentar constituir una Česka Pracovni Fronta, per tal d'agrupar tots els feixistes txecs, i el 8 d'agost del 1940 uns 300 militants de la Guàrdia Svatopulk van atacar la seu del govern del Protectorat de Bohèmia-Moràvia per exigir-ne la dimissió. Com a resultat, fou detingut i el seu grup clausurat. I com que va intentar contactar amb la resistència, el 17 de desembre del 1941 fou enviat al camp de concentració de Dachau. En acabar la Segona Guerra Mundial, va ser condemnat a mort i ajusticiat el 27 de juny del 1946.